# ریبوستامایسین
ریبوستامایسین(به انگلیسی: Ribostamycin) یک آنتی‌بیوتیک آمینوگلیکوزید-آمینوسیکلیتول است.